# Тітов Сергій Володимирович
Сергі́й Володи́мирович Тіто́в (09.07.1990—10.05.2022) — старший солдат, боєць 9 ПОП НГУ. Учасник російсько-української війни.

## Життєпис
Випускник Балабинського навчально-виховного комплексу-гімназії «Престиж». Учасник АТО з 2014 року у складі одного з добровольчих підрозділів. Після повернення з війни працював фермером. Залишились батьки й двоє рідних братів.
Загинув в результаті російського артилерійського обстрілу поблизу м. Оріхів Запорізької області. Похований в селищі Балабине.

## Нагороди
Посмертно нагороджений орденом «За мужність» ІІІ ступеня.